# Вестник жизни
«Вестник жизни» — большевистский журнал, выходивший во время революции в России на русском языке в столице Российской империи городе Санкт-Петербурге с 30 марта 1906 по сентябрь 1907 года. Сперва издание выходило под фактической редакцией Петра Петровича Румянцева (позже отошедшего от РСДРП и политики вообще), при содействии М. С. Ольминского. На обложке издание преподносило себя как «еженедельный научный, литературный и политический журнал».
В журнале размещали свои труды видные левые литераторы того времени: Б. В. Авилов, В. А. Базаров, А. А. Богданов, И. П. Гольденберг, Ю. Каменев, Г. Д. Линдов (Лейтейзен), А. В. Луначарский, П. Орловский (Воровский), И. Степанов и другие. 
В «Вестнике жизни» публиковался и Владимир Ильич Ульянов (Ленин), перу которого принадлежат две статьи в №№ 6 и 12 — «Каутский о Государственной думе» и «Русский радикал задним умом крепок». 
Первый номер журнала вышел 30 марта 1906 года. Выходил «Вестник жизни» большими тетрадями в 32 страницы. Наряду со статьями, посвященными вопросам политическим и текущего момента (как, например, о Государственной думе, крестьянском движении, о либералах), в журнале много места уделялось литературной критике и вопросам культуры (искусству, литературе, философии); значительная часть статей по этим вопросам принадлежит А. В. Луначарскому.
В первом издании «БСЭ» говорится, что «19 ноября 1906, на 13-м номере, журнал прекратил свое существование», однако в третьем издании в одноимённой статье Л. И. Львовой эта информация опровергается. Там говорится, что журнал «подвергался полицейским репрессиям» и что «Номера 5, 10—12-й за 1906 и номера 1, 3, 5-й за 1907 были конфискованы». Это означает, что журнал продолжал выходить и в 1907 году, пока в сентябре не был закрыт постановлением судебной палаты города Санкт-Петербурга. Всего было издано 20 номеров, из них семь в 1907 году.